# Gornjane
Gornjane (izvirno srbsko Горњане) je naselje v Srbiji, ki upravno spada pod Občino Bor; slednja pa je del Borskega upravnega okraja.

## Demografija
V naselju živi 948 polnoletnih prebivalcev, pri čemer je njihova povprečna starost 46,6 let (44,9 pri moških in 48,4 pri ženskah). Naselje ima 369 gospodinjstev, pri čemer je povprečno število članov na gospodinjstvo 3,02.
To naselje je v glavnem vlaško (glede na popis iz leta 2002), a v času zadnjih treh popisov je opazno zmanjšanje števila prebivalcev.
|  |

| Demografija | Demografija     | Demografija     |
| Leto        | Št. prebivalcev | Št. prebivalcev |
| ----------- | --------------- | --------------- |
|             |                 |                 |
|             |                 |                 |
|             |                 |                 |
|             |                 |                 |
| 1948        | 2061            |                 |
| 1953        | 2126            |                 |
| 1961        | 2093            |                 |
| 1971        | 1875            |                 |
| 1981        | 1705            |                 |
| 1991        | 1446            | 1446            |
| 2002        | 1115            | 1114            |
|             |                 |                 |

| Etnična sestava po popisu iz leta 2002 | Etnična sestava po popisu iz leta 2002 | Etnična sestava po popisu iz leta 2002 | Etnična sestava po popisu iz leta 2002 | Etnična sestava po popisu iz leta 2002 |
| -------------------------------------- | -------------------------------------- | -------------------------------------- | -------------------------------------- | -------------------------------------- |
| Vlahi                                  | Vlahi                                  |                                        | 905                                    | 81,23%                                 |
| Srbi                                   | Srbi                                   |                                        | 193                                    | 17,32%                                 |
| Romuni                                 | Romuni                                 |                                        | 1                                      | 0,08%                                  |
| Neznano                                | Neznano                                |                                        | 4                                      | 0,35%                                  |